# Raorchestes ochlandrae
Raorchestes ochlandrae es una especie de anfibio anuro de la familia Rhacophoridae.

## Distribución geográfica yhábitat
Es endémica del sur de las Ghats occidentales (India). Vive en el estado de Kerala en altitudes de entre 920 y 1120 m s. n. m.
Esta especie podría estar amenazada de extinción debido a la destrucción de su hábitat natural.